# Extr@
Extr@ là một series phim giáo dục trên TV trình chiếu từ 2002 đến 2004. Có 4 phiên bản được sản xuất: tiếng Pháp, tiếng Đức, tiếng Tây Ban Nha và tiếng Anh, do RAI sản xuất cho Rai Educational được biên kịch bởi Louise Clover. 

## Nội dung
Phiên bản tiếng anh gồm tất cả 30 tập, trong khi 3 ngôn ngữ còn lại, mỗi ngôn ngữ có 13 tập phim. Cốt truyện của 13 tập đầu trong 3 phiên bản tiếng là giống nhau.
Hector/Sam, với lượng ngôn ngữ rất hạn chế, đến sống với người bạn qua thư là Bridget/ Sacha/ Sascha/ Lola. Nỗ lực của Hector/Sam để hiểu thấu ngôn ngữ cung cấp cho người xem các bài học ngôn ngữ này. Phim đặc biệt thích hợp với thanh niên và những người trẻ tuổi.

## Diễn viên

### Phiên bản tiếng Anh (8/6/2002-9/9/2004)
- Javier Marzan - Hector Romero [5]
- Julie Buckfield - Annie Taylor
- Abby Simpson - Bridget Evans
- Toby Walton - Nick Jessop

### Phiên bản tiếng Pháp (9/9/2004-18/12/2004)
- Lawrence Ray - Sam Scott
- Marie Cordillot - Annie
- Vanessa Seydoux - Sacha [6]
- Jean-Felix Callens - Nico

### Phiên bản tiếng Đức (1/1/2005-3/2/2005)
- Lawrence Ray - Sam Scott
- Britta Becker - Anna
- Leontine Hass - Sascha
- Frank Brunet - Nic

### Phiên bản tiếng Tây Ban Nha (1/2/2006-2/3/2007)
- Lawrence Ray - Sam Scott
- Celia Meiras - Ana
- Vanessa Otero - Lola
- Javier Marzan - Pablo

## Bản Tiếng Việt
Phim được phát sóng trên kênh VTV3 sau thời điểm phim được trình chiếu. 

## Tập phim
| Danh Sách | Tiếng Anh                   | Tiếng Pháp                   | Tiếng Đức                    | Tiếng Tây Ban Nha          |
| --------- | --------------------------- | ---------------------------- | ---------------------------- | -------------------------- |
| 1         | "Hector's Arrival"          | "L'arrivée de Sam"           | "Sams Ankunft"               | "La llegada de Sam"        |
| 2         | "Hector Goes Shopping"      | "Sam fait du shopping"       | "Sam geht einkaufen"         | "Sam va de compras"        |
| 3         | "Hector Has a Date"         | "Sam a un rendez-vous"       | "Sam hat ein Date"           | "Sam aprende a ligar"      |
| 4         | "Hector Looks for a Job"    | "Sam trouve du travail"      | "Sam sucht einen Job         | "Sam busca un trabajo"     |
| 5         | "A Star Is Born"            | "Une étoile est née"         | "Ein Star ist geboren"       | "Ha nacido una estrella"   |
| 6         | "Bridget Wins the Lottery"  | "Le jour du loto"            | "Lotto-Tag"                  | "El día de la Primitiva"   |
| 7         | "The Twin"                  | "La jumelle"                 | "Der Zwilling"               | "La gemela"                |
| 8         | "The Landlady's Cousin"     | "La cousine de la concierge" | "Die Kusine der Vermieterin" | "La prima de la dueña"     |
| 9         | "Jobs for the Boys"         | "Du boulot pour Sam et Nico" | "Jobs für Nic und Sam"       | "Trabajos para los chicos" |
| 10        | "Annie's Protest"           | "Annie proteste"             | "Anna demonstriert"          | "Ana protesta"             |
| 11        | "Holiday Time"              | "Les vacances"               | "Ferienzeit"                 | "Tiempo de vacaciones"     |
| 12        | "Football Crazy"            | "Fou de foot"                | "Verrückt nach Fußball"      | "Fanáticos del fútbol"     |
| 13        | "A Wedding in the Air"      | "Un mariage dans l'air"      | "Hochzeitspläne"             | "Boda en el aire"          |
| 14        | "Changes"                   |                              |                              |                            |
| 15        | "The Bouncer"               |                              |                              |                            |
| 16        | "Uncle Nick"                |                              |                              |                            |
| 17        | "Cyber Stress"              |                              |                              |                            |
| 18        | "Just the Ticket"           |                              |                              |                            |
| 19        | "Kung Fu Fighting"          |                              |                              |                            |
| 20        | "Every Dog has its Day"     |                              |                              |                            |
| 21        | "The Entertainers"          |                              |                              |                            |
| 22        | "Haunting at Halloween"     |                              |                              |                            |
| 23        | "Truth or Dare"             |                              |                              |                            |
| 24        | "Pilot Nick"                |                              |                              |                            |
| 25        | "Art"                       |                              |                              |                            |
| 26        | "Alibi"                     |                              |                              |                            |
| 27        | "Can You Live Without ...?" |                              |                              |                            |
| 28        | "Christmas"                 |                              |                              |                            |
| 29        | "Camping"                   |                              |                              |                            |
| 30        | "Love Hurts"                |                              |                              |                            |